# Slovenska republiška liga 1977-1978
La Slovenska republiška nogometna liga 1977./78. (it. "Campionato calcistico della Repubblica di Slovenia 1977-78") fu la trentesima edizione del campionato della Repubblica Socialista di Slovenia. Era uno dei gironi delle Republičke lige 1977-1978, terzo livello della piramide calcistica jugoslava.
Il campionato venne vinto dal Mercator, al suo terzo titolo nella slovenia repubblicana.

Questo successo diede ai bianco-rossi la promozione diretta in Druga Liga 1978-1979.
Il capocannoniere del torneo fu Dušan Hvalec, del Drava Ptuj, con 18 reti.

## Squadre partecipanti
A partecipare furono 13 squadre, ovvero le 12 selezioni regionali più il Mercator, retrocesso dalla Druga liga Ovest.

Le 12 selezioni regionali (con le società che dovevano fornire i migliori talenti, quella prima nominata era quella che fungeva da base), nate dalla decisione di Portorose, erano le seguenti :

- Mura = Mura, Beltinka, Čarda…
- Celje = Kladivar, Olimp, Brežice, Kovinar Štore…
- Šmartno = Šmartno, Šoštanj, Mozirje…
- Zasavje = Rudar Trbovlje, Zagorje, Litija, Hrastnik…
- Obala = Izola, Koper, Piran…
- Ilirija-Ljubljana = Ilirija, Ljubljana…
- Severna Primorska = Vozila, Primorje, Adria…
- Železničar = Železničar Maribor, Branik, Kovinar Maribor, Pohorje…
- Slovan = Slovan, Slavija, Krim…
- Drava = Drava, Aluminij, Osankarica…
- Unior = Dravinja, Šmarje, Šentjur…
- Gorenjska = Triglav, Korotan, Sava…

## Classifica
|                      | Pos. | Squadra                         | Pt | G  | V  | N  | P  | GF | GS | DR  |
| -------------------- | ---- | ------------------------------- | -- | -- | -- | -- | -- | -- | -- | --- |
|                      | 1.   | Mercator (Lubiana)              | 40 | 24 | 19 | 2  | 3  | 70 | 19 | +51 |
|                      | 2.   | Mura (Murska Sobota)            | 36 | 24 | 15 | 6  | 3  | 43 | 23 | +20 |
|                      | 3.   | Šmartno (Šmartno ob Paki)       | 30 | 24 | 13 | 4  | 7  | 39 | 23 | +16 |
|                      | 4.   | Obala (Isola d'Istria)          | 26 | 24 | 11 | 4  | 9  | 42 | 32 | +10 |
|                      | 5.   | Slovan (Lubiana)                | 25 | 24 | 9  | 7  | 8  | 36 | 30 | +6  |
|                      | 6.   | Severna Primorska (Nova Gorica) | 24 | 24 | 9  | 6  | 9  | 32 | 28 | +4  |
|                      | 7.   | Zasavje (Trbovlje) (−1)         | 22 | 24 | 8  | 7  | 9  | 45 | 41 | +4  |
|                      | 8.   | Ilirija−Ljubljana (−1)          | 21 | 24 | 5  | 12 | 7  | 26 | 38 | −12 |
|                      | 9.   | Železničar (Maribor)            | 21 | 24 | 8  | 5  | 11 | 24 | 39 | −15 |
|                      | 10.  | Drava (Ptuj)                    | 20 | 24 | 7  | 6  | 11 | 34 | 37 | −3  |
|                      | 11.  | Celje (Celje)                   | 20 | 24 | 8  | 4  | 12 | 26 | 48 | −22 |
|                      | 12.  | Unior (Slovenske Konjice)       | 13 | 24 | 5  | 3  | 16 | 18 | 50 | −32 |
|                      | 13.  | Gorenjska (Kranj)               | 11 | 24 | 4  | 3  | 17 | 12 | 49 | −37 |
| Fonte: sportsport.ba |      |                                 |    |    |    |    |    |    |    |     |

Legenda:
      Promosso in Druga Liga 1978-1979.
      Retrocesso nella divisione inferiore.
Note:
Due punti a vittoria, uno a pareggio, zero a sconfitta.